# United Airlines Tournament of Champions 1975
Lo United Airlines Tournament of Champions 1975 è stato un torneo di tennis giocato sulla terra rossa. È stata la 1ª edizione del torneo, che fa parte del Women's International Grand Prix 1975. Si è giocato a Orlando negli USA dal 13 al 19 ottobre 1975.

## Campionesse

### Singolare
Chris Evert ha battuto in finale  Martina Navrátilová per walkover

### Doppio
Rosie Casals /  Wendy Overton hanno battuto in finale  Chris Evert /  Martina Navrátilová per walkover